# 星際酒店
星際酒店位於澳門新口岸友誼大馬路，屬銀河娛樂投資30億元之項目，於2006年10月19日開幕。建築物樓高38層，總樓面面積129萬平方呎，由香港建築師嚴迅奇負責設計，內部則由利是百順設計有限公司負責設計，內設酒店、餐廳、娛樂場和消閒娛樂中心等。星際酒店開幕時是澳門最高的五星級一站式集合旅遊、娛樂及消閒服務酒店。
星際酒店邀請了香港知名藝人梁朝偉擔當其酒店的代言人，且拍攝兩輯宣傳廣告及擔任開幕剪綵嘉賓，有傳是以千萬酬勞簽約；簽約兩年後（2008年底）結束其代言人合約。

## 設施簡介

### 娛樂場
星際酒店的娛樂場（在一樓及三樓）有兩個樓高10米的大型博彩廳和貴賓樓層，面積達14萬平方呎，共有近290張賭桌（提供百家樂、加勒比撲克、廿一點、輪盤及骰寳等賭博項目）和371台老虎機；而酒店10樓則設有貴賓娛樂場「金門尊尚會」。開幕時，主廳內設有全亞洲最巨型式室內LED電子顯示屏幕，但2007年底至2008年娛樂場經過多次改建後，電子顯示屏幕被改為原來的一半。
而2009年五月中起一樓娛樂場分階段進行全面的提升工程，且定於八月份重新開幕，並以「新·星際」作招徠，有傳是次改變是娛樂場業務，甚至整個星際酒店的易手行動。

### 酒店
星際酒店的裝修設計融合傳統中國文化，為迎合東方品牌文化，特意請來影帝梁朝偉擔任品牌代言人。設有超過507間客房和套房，兩間面積6000平方呎的超級豪華天際套房，所有房間均可觀看澳門景色。酒店亦有多家食肆、娛樂場所和商店。另設有水療中心、健康桑拿會所、卡拉OK、夜總會、健身室及17樓的天際泳池等。

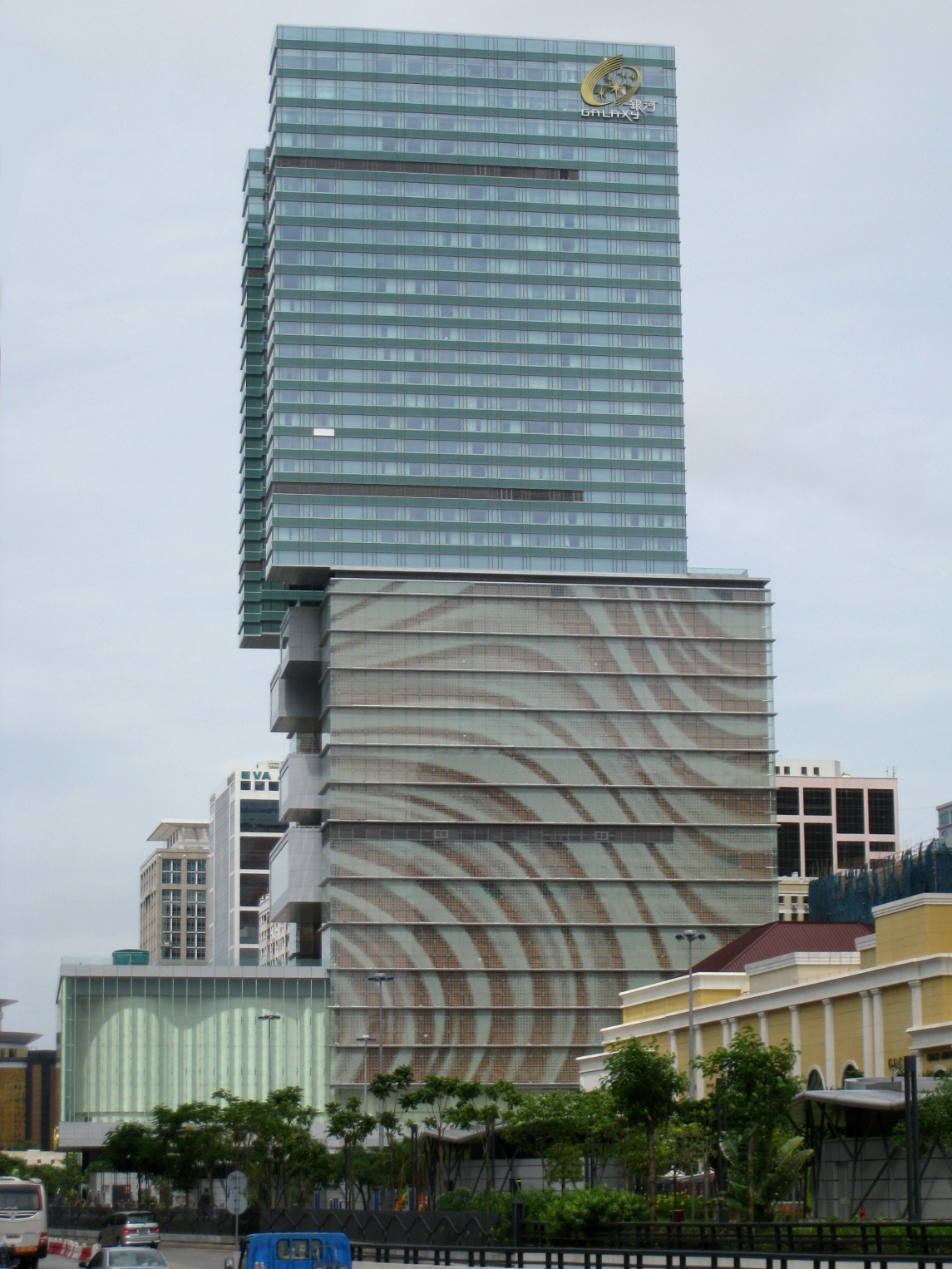
酒店日景
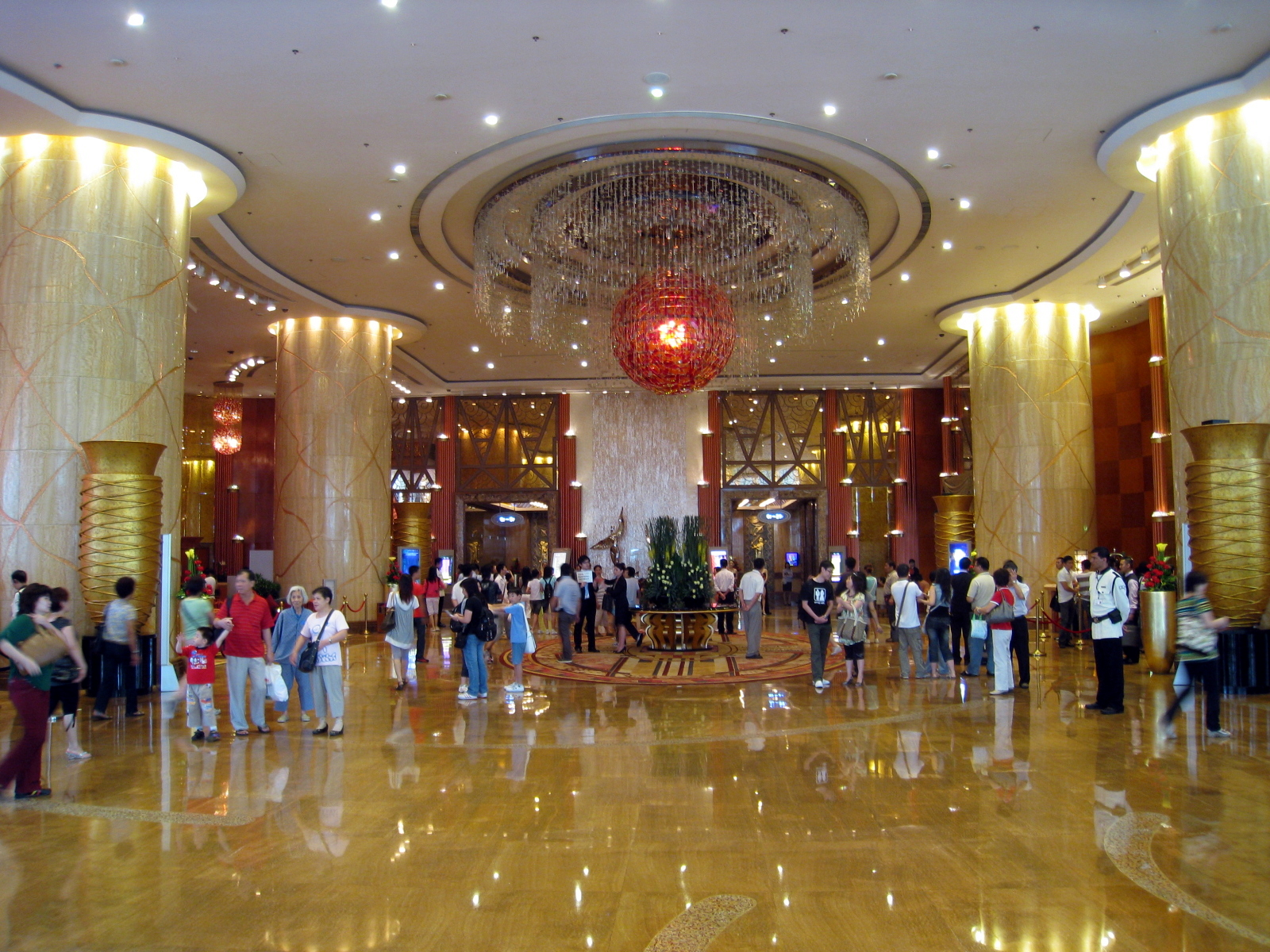
酒店大堂

### 獎項
- 2007年，星際酒店獲得亞洲酒店論壇頒發的的中國酒店星光獎之「2007年中國十佳城市新銳酒店」，HK Business所頒發的「High Flyers 2007年度傑出企業」，以及美國優質服務科學協會的「五星級鑽石獎」
- 2008年，星際酒店再次獲得美國優質服務科學協會的「五星級鑽石獎」，中國飯店業領袖峰會的「中國十佳商務酒店」及「中國酒店百強」，以及私家地理Travel + Leisure雜誌的「2008中國百佳酒店」
- 2009年，星際酒店獲得國際博彩獎的「最佳娛樂場室內設計」

## 交通配套
自設交通  
星際酒店設有來往酒店與口岸的接駁專巴服務。接駁專巴服務設有以5條路線：
- 星際酒店↔ 關閘（旅遊巴士站或賭場及酒店穿梭巴士站）
- 星際酒店↔ 外港客運碼頭
- 星際酒店↔ 澳門銀河綜合渡假城

## 爭議

### 巨额中奖无效
在2007年8月30日，某香港人在星际娱乐场赌钱，期间她面前的老虎机显示中奖港元四千萬整（事主稱）／42,946,400.96（政府稱）的信息，赌场方说由于机器坏了，不算数，不派彩；到了第二天，她向特区政府投诉；博监局在2007年9月15日公开判决：一、找不到她在那儿投注过的证据；二、机器当时故障了；三、那个硕大数额的出现是由一起（没写是谁做出的）投注意外引出的；四、当时荧幕上的奖励资訊是错误的；五、她的申索完全失败。

### 建筑质量质疑
曾有网络流言说这座大厦由于地基不行，可能会变得倾斜，导致不能准时开幕。后来它如期开张，却的确出了状况；三个月后，门外地面有条长约七十五米，深度达大概三英寸的裂缝，附近的民居和商店建筑也严重地陷。《壹周刊》评论说，这是特区政府管理不当的表现，后来中央政府督促，当地的这种歪风才得以纠正。

## 連結
- 星際酒店網頁 （页面存档备份，存于）
- 星際酒店廣告 （页面存档备份，存于）